# Místa
Místa je česko-slovenský film režiséra Radima Špačka z roku 2014. Pojednává o dospívání v první polovině 90. let 20. století ve fiktivním pohraničním městě Černá Skála. Hlavními hrdiny jsou devatenáctiletý Adam (Vladimír Polívka) a jeho kamarád Marek (Jan Cina), do jejichž životů vstupuje dcera místního prominenta Anna (Johana Matoušková) a následně i její ochranitelský otec.

## Výroba
Hlavními tvůrci filmu jsou režisér Radim Špaček, scenárista Ondřej Štindl a producent Vratislav Šlajer, kteří i s kameramanem Jaromírem Kačerem spolupracovali už na předchozím úspěšném snímku Pouta. Režisér Špaček v rozhovoru pro Respekt uvedl, že se scénářem k Místům přišel Štindl ještě před natáčením Pout.
Financování filmu trvalo dva až tři roky. Filmová společnost Bionaut jej připravovala v koprodukci s Českou televizí, slovenskou společností PubRes a českými i/o post a SoundSquare. Finančně se na něm podílely Fond kinematografie ČR a Audiovizuální fond SR.
Film se natáčel v létě a v dotáčkách i na podzim 2013 v Ústí nad Labem, Litoměřicích, Úštěku a Praze. Plánováno bylo 35 natáčecích dní, v létě se točilo 33 dní. Natáčení bylo o týden posunuto kvůli záplavám v Ústí nad Labem. Vladimír Polívka uváděl, že se na svou roli připravoval tak, že přijel do Ústí nad Labem týden před natáčením a nechal se zaměstnat na benzínové pumpě.
Oficiální premiéra filmu byla ohlášena na 18. září 2014, spolu s doprovodným koncertem skupiny Please The Trees. Tomu ještě od 10. září předcházela předpremiérová tour po sedmi vytipovaných místech v republice: ve Znojmě, na farmě Vystrkov, ve Lhotce u Přerova, v Kolíně, Praze, Radotíně a 16. září v Ústí nad Labem, kde se film převážně natáčel.

## Obsazení
| Vladimír Polívka  | Adam Šrámek                  |
| Jan Cina          | Marek Navrátil               |
| Johana Matoušková | Anna Kaiserová               |
| Jiří Štrébl       | Stanislav Kaiser, Annin otec |
| Robert Nebřenský  | Šrámek, Adamův otec          |
| Ivan Romančík     | Adamův děda                  |
| Jakub Gogál       | Ládík                        |
| Taťjana Medvecká  | Markova matka                |

## Hudba
Hudbu k filmu napsal David Boulter z britské hudební skupiny Tindersticks spolu s Václavem Havelkou z české skupiny Please The Trees. Ústřední píseň „Places“ nazpíval Havelka s představitelkou hlavní ženské role Johanou Matouškovou.

## Recenze
- František Fuka, FFFilm 15. září 2014
- Jindřiška Bláhová, iHNed.cz 19. září 2014

| „                                   | Představme si antitezi prosluněného, pokojně zhuleného a uvolněně sexistického snímku Jízda od Jana Svěráka. V Místech dva kluci najdou svou tajemnou femme fatale a chtějí s ní odjet někam daleko. Jenomže neodjedou, protože nemají auto, respektive auto patří jejímu otci, a venku je beztak stejně pořád ocelově pošmourno. Touha a nemožnost odjet tvoří hlavní napětí děje, který se jinak líně táhne mezi poflakováním a provokováním ostatních lidí podobně „uvězněných na místě“. | “ |
| — Kamil Fila, Respekt 15. září 2014 | |   |

| „                                         | Bez vytáček: Místa jsou slabší než předešlý film stejného týmu, Pouta. Což neznamená, že by očekávaný snímek Radima Špačka právě vstupující do kin neměl silné okamžiky. Po režijní stránce takřka není co vytknout, Radim Špaček od Pout ještě znovu vyzrál. (…) Potíž tkví tentokrát ve scénáři Ondřeje Štindla, jehož jazyk by potřeboval vyspělejší herce, ale zejména v dramaturgii, která výrazněji nezasáhla, kdykoli se příběh bortí, usíná nebo na sebe nabaluje cizorodé prvky. | “ |
| — Mirka Spáčilová, iDNES.cz 17. září 2014 | |   |

| „                                      | Špaček v Místech znovu dokázal, jak velký má talent na nové herce. Jestli v Poutech na plátno přivedl přehlíženého matadora Ondřeje Malého, v Místech pracuje s těkavými, mladými dušemi. Přitom ho nezajímá prověřená jistota: raději vytáhnul Vladimíra Polívku, syna slavných herců Bolka Polívky a Chantal Poullain, debutující Johanu Matouškovou z DISKu a nakonec i Jana Cinu, kterého děti znají z Planety YÓ na ČT :D. Zní to jako záludná kombinace, ale Špaček z trojice udělal vynikající, uvěřitelný tým. | “ |
| — Šimon Šafránek, Echo24 17. září 2014 | |   |

| „                                        | (…) lze očekávat, že k filmu budou citlivější ti, kdo v devadesátkovém kvasu dospívali. Husákovy děti, generace X, zkurvená generace – nazývejte si je, pardon, nás, jak chcete. Ano, i já, pozdně husákovský ročník, reagovala: na onu zdánlivou bezstarostnost, iritující nezakotvenost a vyprázdněnost. Na (tolik vytýkanou) netečnost a nové obzory, jež zároveň vábily i děsily. Na opojení z daru svobody a rozpačitost, která s ní šla ruku v ruce, na emoce, jež jsou téměř jistě nepřenosné na ty, kdo je nežili – což ze Špačkova filmu dělá záležitost vpravdě generační, ale naštěstí ne výlučně. | “ |
| — Tereza Spáčilová, Reflex 18. září 2014 | |   |

| „                                       | Suverénní režie a kamera Jaromíra Kačera těží z fotogeničnosti industriálního prostředí měst v severních Čechách i malebné krajiny, která je obklopuje. Hudba Vaška Havelky a Davida Boultera z Tindersticks podporuje účelně atmosféru v lyrických pasážích i ve chvílích, kdy začne atmosféra thrillerově houstnout. Málo se dá vytknout také castingu. (…) Jenže na rozdíl od vysoustruženého dramatického tvaru Pout, gradujícího v sugestivní katarzi, jsou Místa plná dějových nejasností a nepochopitelných výpustek, které ztěžují ztotožnění s děním na plátně. | “ |
| — Jan Gregor, Aktuálně.cz 19. září 2014 | |   |

| „                                              | Špaček (stejně jako Štindl) se ve svém novém filmu profiluje jako výjimečný, "myslící" autor, který chce – a umí – oslovit diváky. A o kameře Jaromíra Kačera se nedá říct nic jiného, než že je báječná. Už se těším na další film, který tihle tři společně udělají. | “ |
| — Alena Prokopová, Lidové noviny 20. září 2014 | |   |

## Ocenění
Česká filmová komora udělila 24. ledna 2015 Cenu české filmové kritiky kameramanovi snímku Jaromíru Kačerovi. Za nejlepší kameru roku současně s ním ocenila i Martina Žiarana za film Hany, který získal stejný počet hlasů.